# Karl Ludwig von Haller
Karl Ludwig von Haller (Berna, 1 de agosto de 1768 - Soleura, 20 de mayo de 1854) nacido en una familia patricia fue un jurista y escritor suizo, nieto de Albrecht von Haller. Escribió la Restauration der Staatswissenschaften ("Restauración de la Ciencia del Estado", 1816-1834), una obra fuertemente criticada por Hegel en su obra Principios de la filosofía del derecho. Su obra, que se oponía al nacionalismo y a la burocracia estatal (inclusive de gobiernos democráticos), fue quemada por estudiantes en plaza pública durante el Festival de Wartburg.